# Flanders DC
Flanders DC of Flanders District of Creativity ondersteunt, promoot en verbindt creatieve ondernemers uit Vlaanderen. De organisatie ondersteunt creatieve ondernemingen bij hun start, groei of professionele uitbouw.  
De vzw wordt ondersteund door de Vlaamse regering, meer bepaald door het Agentschap Innoveren en Ondernemen, dat onder de bevoegdheid van de minister van Economie, Innovatie, Werk, Sociale economie en Landbouw Hilde Crevits valt. 

## Geschiedenis
Flanders DC werd opgericht door minister Patricia Ceysens op 7 mei 2004 met als doelstelling de Vlaamse economie te stimuleren door middel van creativiteit, ondernemerschap en internationalisering. Sinds 2009 maakt ook Flanders Fashion Institute deel uit van de organisatie. In 2016 werd ook Design Vlaanderen erin opgenomen.

## Doelstellingen
Het oorspronkelijk doel was om zowel bedrijven, onderwijs, beleidsmakers als particulieren bewust te maken van het belang van creativiteit en innovatie. Samen met de Vlerick Business School en Antwerp Management School werkte Flanders DC ook aan kennisopbouw op vlak van ondernemingscreativiteit en innovatie in Vlaanderen. 
Na de fusie met het Flanders Fashion Institute en Design Vlaanderen in 2016, verschoof de opdracht en vandaag ligt de focus op het professionaliseren van mensen uit de creatieve sector. De organisatie biedt daartoe advies aan en zet promotionele activiteiten en evenementen op.  

## Activiteiten
Via evenementen en workshops (vaak in samenwerking met partnerorganisaties) wou Flanders DC het belang van innovatie breed ingang doen vinden. Eind 2012 organiseerden ze een eerste festival van de creativiteit: een stadsbreed massaevent in Turnhout.
Flanders DC is de initiator van de wereldwijde Creativity World Forum conferenties die sinds 2004 jaarlijks georganiseerd worden. Het CWF werd in november 2011 georganiseerd in Hasselt, in 2012 in Rio de Janeiro en in 2014 in Kortrijk.
Voor bedrijven, onderwijs en beleid ontwikkelde de organisatie de GPS brainstormtool. Met "Een idee per dag" lanceerde de organisatie een uitdaging voor heel Vlaanderen om zo veel mogelijk ideeën te bedenken.
Met de Henry van de Velde Awards, reikt Flanders DC ook een Belgische designprijs uit. De prijsuitreiking vindt jaarlijks plaats eind januari in de BOZAR in Brussel en geldt als de onofficiële nieuwjaarsreceptie van de Vlaamse designwereld. 2 van de 12 prijzen worden uitgereikt in samenwerking met andere organisaties: de Crafts by Bokrijk en de OVAM Ecodesign Award.
In september 2018 zette ze samen met heel wat partners het SuperNova-festival op poten. Op dit vierdaagse evenement kwamen sprekers van over de hele wereld de nieuwste innovaties toelichten voor Vlaamse bedrijfsleiders, maar het grote publiek kon er ook kennismaken met innovaties bedacht in Vlaanderen.

## Televisieprogramma's
Flanders DC zat achter het televisieprogramma De Bedenkers. In januari 2013 kondigde de organisatie het door Agentschap Innoveren en Ondernemen gefinancierde programma Topstarter aan, een zoektocht naar de meest beloftevolle jonge starter van Vlaanderen. Ook het programma De Leeuwenkuil is ontstaan uit een project van Flanders DC om het imago van ondernemers positief te veranderen. 

## Internationaal
Internationaal zit Flanders DC achter het Districts of Creativity netwerk, een organisatie die twaalf creatieve regio's in de wereld samenbrengt.